# Jan Burrell
Jan Burrell (ur. 2 grudnia 1939) – amerykańska aktorka.

## Filmografia

### Filmy
- 1994: Someone Else's Child jako Sędzia sądu najwyższego
- 1993: Dlaczego moja córka? (Moment of Truth: Why My Daughter?) jako Susan Talgo
- 1987: Ziemia poza prawem (No Man’s Land) jako Ciocia Rhea
- 1985: My Wicked, Wicked Ways... The Legend of Errol Flynn jako Millie
- 1984: Victims for Victims: The Theresa Saldana Story
- 1983: Christine jako Bibliotekarka
- 1983: The Rousters jako Gail
- 1982: Frances jako Pacjent szpitala psychiatrycznego
- 1980: Off the Minnesota Strip jako Ciocia Vinny
- 1979: Mind Over Murder jako pani Winterspoon
- 1978: Corvette Summer jako Klientka na stacji benzynowej
- 1978: Psi żołd (Who’ll Stop the Rain) jako Matka
- 1977: Nigdy nie obiecywałem ci ogrodu pełnego róż (I Never Promised You a Rose Garden) jako Pacjent
- 1977: Ruby jako Pierwsza kobieta
- 1977: Night Terror jako Kelnerka w knajpie
- 1976: By nie pełzać na kolanach (Bound for Glory) jako Inna kobieta
- 1973: Outrage jako pani Dibble
- 1973: A Summer Without Boys jako pani Margolis
- 1972: Bydło Culpeppera (The Culpepper Cattle Company) jako pani Mockridge
- 1971: Cactus in the Snow jako Farmaceutka
- 1971: Szeryf (Lawman)
- 1967: Pakt ze śmiercią (A Covenant with Death) jako pani Donnelley
- 1967: Rozwód po amerykańsku (Divorce American Style) jako Teddy
- 1962: Powiew luksusu (That Touch of Mink) jako Panna Jones, sekretarka Rogera

### Seriale
- 1996: Organizacja śmierci (Millennium) jako Jill Harned
- 1996: Once an Eagle
- 1995: Po tamtej stronie (The Outer Limits) jako Elizabeth Doyle
- 1995: Dziwny traf (Strange Luck)
- 1995: Bez przeszłości (Nowhere Man) jako Hazel

- 1995: Maska zabójcy (Dead by Sunset) jako Rosemary
- 1994: Lonesome Dove: The Series
- 1981: Cagney i Lacey (Cagney & Lacey) jako Kobieta
- 1979: The Facts of Life jako Jan
- 1979: Knots Landing jako Sprzedawczyni
- 1976: Good Heavens jako Pielęgniarka
- 1972: The Waltons jako pani Miller
- 1969: Night Gallery jako Pielęgniarka
- 1969: Room 222
- 1968: The Outcasts jako Carrie
- 1967: Judd, for the Defense jako Strażniczka
- 1965: The F.B.I.
- 1964: My Living Doll jako Panna Thomas
- 1963: My Favorite Martian jako Bileter
- 1959: Bonanza jako Clara
- 1955: Gunsmoke jako Anna